# Long Day's Journey (ER)
Long Day's Journey is de veertiende aflevering van het eerste seizoen van de televisieserie ER, die voor het eerst werd uitgezonden op 19 januari 1995.

## Verhaal
Dr. Ross vermoedt dat een patiëntje van hem misbruikt is, maar het ligt toch misschien anders. Dr. Ross ontmoet Diane Leeds en haar zoon Jake, zij werkt in het ziekenhuis op de afdeling risicomanagement. Diane is op de hoogte van de flirtreputatie van Dr. Ross, maar dit houdt hem niet tegen om contact met haar te zoeken.
Carter en Deb moeten een presentatie houden voor Dr. Benton. Carter is de hele nacht hiermee bezig geweest en tijdens de presentatie wordt hij afgetroefd door Deb.
Dr. Lewis krijgt een patiënt binnen met hartklachten, tijdens de behandeling komt zij erachter dat het Dr. Kayson is.
Dr. Benton weigert zijn moeder in een bejaardentehuis te plaatsen. Daarom neemt hij een verzorgster, Jeanie Boulet, in dienst die zijn zus kan helpen met de verzorging van hun moeder.

## Rolverdeling

### Hoofdrol
- Anthony Edwards - Dr. Mark Greene
- George Clooney - Dr. Doug Ross
- Sherry Stringfield - Dr. Susan Lewis
- Eriq La Salle - Dr. Peter Benton
- Sam Anderson - Dr. Jack Kayson
- William H. Macy - Dr. David Morgenstern
- Rick Rossovich - Dr. John 'Tag' Taglieri
- Pierre Epstein - Dr. Bradley
- Noah Wyle - John Carter
- Ming-Na Wen - Deb Chen
- Julianna Margulies - verpleegster Carol Hathaway
- Conni Marie Brazelton - verpleegster Connie Oligario
- Lily Mariye - verpleegster Lily Jarvik
- Yvette Freeman - verpleegster Haleh Adams
- Abraham Benrubi - Jerry Markovic
- Gloria Reuben - Jeanie Boulet
- Emily Wagner - ambulanceverpleegkundige Doris Pickman

### Gastrol
- Khandi Alexander - Jackie Robbins
- Zachary Browne - Jake Leeds
- Lisa Zane - Diane Leeds
- Alexis Cruz - Terry
- Alanna Ubach - vriend van Terry
- Trenton Knight - Zachary
- Kristina Coggins - Sally Eiger
- John DiSanti - oom Ted
- Darryl Fong - Mr. Chang
- Dennis Howard - Dr. Steinman
- Byron Thames - Willy
- Annie Abbott - Mrs. Torledsky

en vele andere